# Criss Cross Jazz
Criss Cross Jazz is een Nederlands platenlabel waarop voornamelijk jazz-platen van Amerikaanse muzikanten uitkomen. Het label werd in 1980 in Enschede opgericht door drummer Gerry Teekens. Het label brengt zo'n twintig platen per jaar uit. De hoezen van de platen worden gekenmerkt door een simpele block-color vormgeving.
Aanvankelijk concentreerde het label zich op gevestigde muzikanten, zoals Jimmy Raney, Warne Marsh en Kirk Lightsey. Halverwege de jaren tachtig ging het label samenwerken met Rudy Van Gelder en verschenen er platen van onder meer Kenny Barron, Benny Green en Ted Brown. In de loop van de jaren negentig richtte het label zich ook op jonge Amerikaanse musici.
Naast de genoemde muzikanten, bracht Criss Cross ook platen uit van onder meer Pepper Adams, Terence Blanchard, Don Byron, Philip Catherine, Jimmy Cobb, Kevin Eubanks, Tommy Flanagan, Roy Hargrove, Hank Jones, Clifford Jordan, Jimmy Knepper, Wynton Marsalis, Nicholas Payton, Joe Vanenkhuizen, Jesse van Ruller, Marvin Smitty Smith en Charles Tolliver. De geluidstechniek van veel uitgebrachte platen was in handen van Max Bolleman. 